# Голиат срещу варварите
„Голиат срещу варварите“ (на италиански: Il terrore dei barbari) е италиански приключенски филм от 1959 година на режисьора Карло Кампогалиани с участието на Стив Рийвс, Чело Алонсо и Брус Кабът, базиран на действителни събития, случили се през VI век по време на лангобардското нашествие на Апенинския полуостров.

## Сюжет
568 година. Началото на варварската инвазия на Апенините. Един отряд варвари атакуват село, избивайки всичко живо в него и изравнявайки го със земята. Един мъж, Емилиано (Стив Рийвс) успява да се спаси и се заклева да търси отмъщение. Той гордо заявява „Ще избия 10 000 варвари и те ще започнат да ме наричат Голиат“. Подпомогнат от други оцелели и от дъщерята на варварския предводител, Ланда (Чело Алонсо), Емилиано повежда война срещу злите нашественици.

## В ролите
- Стив Рийвс като Емилиано / Голиат
- Чело Алонсо като Ланда
- Брус Кабът като Албоин
- Джулия Рубини като Лидия
- Артуро Доминичи като Свево
- Ливио Лоренцон като Игор
- Андреа Чечи като Делфо